# 尉健行
尉 健行（い けんこう、ウェイ・ジェンシン、1931年1月2日 - 2015年8月7日）は、中華人民共和国の政治家。第2代監察部長、第15期中国共産党中央政治局常務委員、中国共産党中央規律検査委員会書記、中華全国総工会執行委員会主席などを歴任した。

## 生涯
1943年3月、中国共産党に入党。1947年から1949年にかけて上海光華大学附属中学校で学ぶ。1952年に大連理工大学機械系機械製造專業を卒業後、東北工業部有色金属管理局でロシア語を学び、1953年から1955年にかけてソ連に留学し、企業管理を学ぶ。帰国後、国営東北軽合金加工廠（工場）に勤務し、生産総責任者兼廠党委員会常務委員まで出世したが、1966年、文化大革命で失脚。1970年に復活し、同工場の生産部長、廠革命委員会副主任、廠長（工場長）兼廠党委書記を歴任。
1980年から中央党校で幹部養成の訓練を受ける。1981年から1983年にかけてハルビン市党委副書記兼市長を、1983年から1984年にかけて中華全国総工会（労働組合）副主席兼中央書記処書記を務めた。
1984年、尉健行は党中央書記処書記兼中央組織部長の喬石に評価され、中央組織部副部長に抜擢された。1985年、喬石が党中央政法委員会書記に転出すると、その後任として党中央組織部長に昇格。在任中の仕事振りは、当時の党総書記・胡耀邦氏からも賞賛された。1987年1月に胡耀邦氏が失脚すると、尉健行は保守派から「胡耀邦グループの一員」とみなされ、同年7月1日、再設置された監察部の部長（大臣）兼党組書記に転出させられる。監察部長在任中、監察体制を整備し、不正の取り締まりを強化した。
1992年10月の第14回党大会において中央政治局委員に選出され、中央規律検査委員会書記、中央書記処書記となる。中央規律検査委員会書記在任中、大規模な不正撲滅活動を展開し、党員63万人が除名された。なかでも、北京市党委書記だった陳希同を汚職で摘発したことは著名である。1995年に陳希同が解任された際には北京市党委書記を兼任した。なお、1993年には労働組合の全国的組織である中華全国総工会の第12期執行委員会主席も兼任した。
1997年9月の第15回党大会で中央政治局常務委員に昇格し、中央規律検査委員会書記、中央書記処書記に再任される。翌年、第13期中華全国総工会主席に再選。
2002年11月の第16回党大会で引退。
2015年8月7日、病気のため死去。84歳没。
| 先代銭瑛 | 監察部長1987年 - 1993年 | 次代曹慶澤 |

| 先代喬石 | 中央規律検査委員会書記1992年 - 2002年 | 次代呉官正 |

| 先代陳希同 | 北京市党委書記1995年 - 1997年 | 次代賈慶林 |

| 先代喬石 | 中央組織部長1985年 - 1987年 | 次代宋平 |

| 先代倪志福 | 執行委員会主席1993年 - 2002年 | 次代王兆国 |